# Apenes
Apenes is een geslacht van kevers uit de familie van de loopkevers (Carabidae). De wetenschappelijke naam van het geslacht is voor het eerst geldig gepubliceerd in 1851 door LeConte.

## Soorten
Het geslacht Apenes omvat de volgende soorten:
- Apenes aeneipennis (Chaudoir, 1852)
- Apenes aeneus (Dejean, 1831)
- Apenes aereus Steinheil, 1875
- Apenes amplicollis Bates, 1891
- Apenes angustatus Schwarz, 1878
- Apenes apiceguttatus Chaudoir, 1875
- Apenes apterus Darlington, 1935
- Apenes bonariensis Liebke, 1939
- Apenes brevivittis Chaudoir, 1875
- Apenes calligramma Bates, 1884
- Apenes cayennensis (Buquet, 1835)
- Apenes chalumeaui Ball & Shpeley, 1992
- Apenes circumcinctus Chaudoir, 1875
- Apenes comis Bates, 1878
- Apenes coriaceus (Chevrolat, 1863)
- Apenes cuprascens Chaudoir, 1875
- Apenes darlingtoni Ball & Shpeley, 1992
- Apenes davidsoni Ball & Shpeley, 2009
- Apenes delicatus Darlington, 1934
- Apenes dilutiventris Chaudoir, 1875
- Apenes dominica Ball & Shpeley, 1992
- Apenes ehrhardti (Liebke, 1939)
- Apenes erythroderus Chaudoir, 1875
- Apenes faber Ball & Shpeley, 2009
- Apenes farri Ball & Shpeley, 1992
- Apenes fasciatus Chaudoir, 1875
- Apenes hamiger (Chaudoir, 1875)
- Apenes hilariola Bates, 1891
- Apenes iviei Ball & Shpeley, 1992
- Apenes kathleenae Ball & Shpeley, 1992
- Apenes lachauxi Ball & Shpeley, 2009
- Apenes laevicinctus Darlington, 1934
- Apenes latus Darlington, 1934
- Apenes lepidulus Darlington, 1934
- Apenes limbatus G.horn, 1895
- Apenes lucia Ball & Shpeley, 2009
- Apenes lucidulus (Dejean, 1831)
- Apenes luniger Chaudoir, 1875
- Apenes lunulatus Chaudoir, 1875
- Apenes maculatus (Gory, 1833)
- Apenes marginalis (Dejean, 1831)
- Apenes mazoreoides Chaudoir, 1875
- Apenes morio (Dejean, 1825)
- Apenes nebulosus Leconte, 1866
- Apenes nevermanni Liebke, 1939
- Apenes obscurus Chaudoir, 1875
- Apenes octoguttulatus Motschulsky, 1864
- Apenes omostigma (Motschulsky, 1864)
- Apenes opacus Leconte, 1851
- Apenes ovalis Darlington, 1935
- Apenes ovipennis Liebke, 1936
- Apenes pallidipes (Chevrolat, 1835)
- Apenes pallipes (Fabricius, 1792)
- Apenes parallelus (Dejean, 1825)
- Apenes parvulus (Chaudoir, 1875)
- Apenes paulianus Liebke, 1939
- Apenes pecki Ball & Shpeley, 2009
- Apenes peryphoides Bates, 1883
- Apenes philipi Ball & Shpeley, 2009
- Apenes plaumanni (Liebke, 1939)
- Apenes portoricensis Darlington, 1939
- Apenes posticus (Dejean, 1831)
- Apenes prasinus Ball & Shpeley, 1992
- Apenes purpuratus Fleutiaux & Salle, 1889
- Apenes purpuripennis Chaudoir, 1875
- Apenes quadripennis (Chaudoir, 1875)
- Apenes quadripunctatus (Reiche, 1842)
- Apenes rawlinsi Ball & Shpeley, 2009
- Apenes sallei (Chaudoir, 1875)
- Apenes scobifer Darlington, 1934
- Apenes sculpticeps Ball & Shpeley, 2009
- Apenes seriatus Motschulsky, 1864
- Apenes simoni Liebke, 1935
- Apenes sinuatus (Say, 1823)
- Apenes steinheili Ball & Shpeley, 1992
- Apenes stigmatus Liebke, 1939
- Apenes sulcicollis (Jacquelin Du Val, 1857)
- Apenes thomasi Ball & Shpeley, 2009
- Apenes toussainti Ball & Shpeley, 2009
- Apenes umbrosus Csiki, 1932
- Apenes variegatus (Dejean, 1825)
- Apenes vianai Liebke, 1939
- Apenes xanthopleurus Chaudoir, 1875
- Apenes youngi Ball & Shpeley, 2009